# Абедин, Мохаммед Зайнул
Мохаммед Зайнул Абедин (англ. Mohammed Zainul Abedin, урду قاضى ﻣﺤﻤﺪ ﺯﻳﻦ ﺍﻟﻌﺎﺑﺪﻳﻦ‎; декабрь 1892, Парбхани, Княжество Хайдарабад, Британская Индия — май 1962, Мирпур-Хас, Пакистан) — индийский мусульманский и пакистанский поэт и писатель, писавший стихи и прозу на урду, кади в княжестве Хайдарабад.

## Биография
Зайнул Абедин родился в Парбхани 8 декабря 1892 года. Он был единственным сыном в семье кади Мухаммед Хусейн Бадруддин Абедина и Рахимуннисы Бегам. Его родословная восходила к первому праведному халифу Абу-Бакру. Он также был прямым потомком знаменитого суфия Баха-уд-дина Закарии Мультани (1160—1267), правнук которого шейх Низамуддин около 1343 года переехал в Декан во время правления султана Мухаммеда бен Туглака. В дальнейшем эта ветвь семьи поселились в Хайдарабаде, и ко времени рождения будущего поэта проживала в этом городе уже почти шести веков.
Предки Зайнула Абедина носили титул «кади» и служили судьями и администраторами в различных населённых пунктах, расположенных к западу от города Хайдарабад. Сам он был последним кади Удгира в Хайдарабадском княжестве.
Начальное и среднее образование получил на арабском, персидском и английском языках, следуя Дарс-я-Низами. Он был первым представителем семьи, выучившим английский язык, и в дальнейшем выступал за его изучение, став в оппозицию мусульманским литературным кругам Хайдарабада, которые считали английский язык ещё одним средством колонизации местного населения. Зайнул Абедин, напротив, в знании английского языка видел возможности для использования достижений европейской научной мысли. С 1910 по 1912 год он обучался в Бомбейском университете. Вернулся в Хайдарабад, где в 1915 году завершил образование, окончив колледж Низам.
В 1915 году занял первое место на конкурсе в Хайдарабадскую гражданскую службу, и в следующем году был принят в эту организацию на работу. Стал одним из первых офицеров гражданской службы. В его ведении находился сбор налогов и работа в судебных организациях. На службе он изучил язык маратхи. Дослужился до места секретаря (назима) в правительстве низама Хайдарабадского княжества. Последним местом его гражданской службы было место кади города Удгир, которое он утратил после включения Хайдарабадского княжества в состав Индии в 1948 году.
Потеряв всё недвижимое имущество, Зайнула Абедин, вместе с семьёй, эмигрировал в Пакистан. Он поселился в городе Мирпур-Хас в Синде, где государство выделило ему 1 000 акров земли с мельницей и типографией. Им было много сделано для развития сельского хозяйства в регионе и борьбе с бедностью. Зайнула Абедин умер 23 мая 1962 года и был похоронен в Мирпур-Хас.

### Семья
В 1919 году кади Зайнула Абедин женился на Сахибни Бегум, которая была правнучкой знаменитого суфия сеида Сахиба Хусайни. Она родила ему сыновей — Абдур Рашида и Абдул Каюма и дочерей — Разию Бегум, Алию Бегум, Хумайру Бегум и Абиду Бегум. Сахибни Бегум умерла в 1927 году в результате осложнений, возникших после рождения ребёнка.
Вскоре Зайнула Абедин снова женился на Зохра Бегум, дочери кади Ахмеда Мунируддина — кади города Парбхани. Его вторая жена приходилась племянницей первой. Зохра Бегум родила дочь Закию Бегум и сыновей — Саидуддина Масуда, Саида Бадруддина и Мазхаруддина Тарика.

## Поэзия
Зайнула Абедин издал единственный поэтический сборник «Диван». Он издавал свои стихи под псевдонимом Абид. Многие из его поэтических произведений были выгравированы на зданиях, памятниках и сооружениях в Хайдарабадском княжестве, которые были им самим открыты или построены. Часто использовал поэтическую форму для передачи информации о годе создания здания или памятника. Для этого он пользовался арабскими буквами, которые также имеют численное значение, и, таким способом, указывал фактическую дату через имена и поэтические образы. Зайнула Абедин также является автором ряда статей и книг о поэзии, литературе, истории, религии и этики.